# Kangaatsiaq
Kangaatsiaq ("Det lille forbjerg") er en lille by der ligger syd for Aasiaat (Egedesminde) i Qeqertalik Kommune i Vestgrønland.
Kangaatsiaq fik bystatus i 1986 og var hovedby i Kangaatsiaq Kommune. Der bor ca. 600 indbyggere i selve Kangaatsiaq og ca. 900 i bygderne Attu, Niaqornaarsuk, Ikerasaarsuk og Iqnniarfik.
Fiskeri og fangst er de vigtigste indtægtskilder. Den eneste fiskefabrik i bygden producerer tørfisk og tørrede rejer. Mellem hunde og slæder står tørrestativer til fisk og kød, udspilede sælskind, garn, bøjer og kajakker, og i havet omkring Kangaatsiaq lever de fleste arter af Grønlands havpattedyr.
Om vinteren er hundeslæde og snescooter de bedst egnede transportmidler.
Der er supermarked, børnehave med ca. 50 børn og skole med 140 elever fra første til tiende klassetrin. Området og et 150 km langt beskyttet fjordsystem med et utal af øer og bugter giver mange muligheder for at at opleve Grønlands natur til fods og i båd. Der er ingen hoteller, men der er indkvartering hos kommunen, og der er også muligheder for at bo hos private. Spørg på kommunekontoret.
Der er helikopterforbindelse til Aasiaat fra 1.december til 31. januar, men det kan vare helt til april med at få forbindelse med fly til det øvrige Grønland. Fra april til november er der passager- og fragtsejlads til byen.